# Santa Clara (Lissabon)
Santa Clara ist eine Stadtgemeinde (Freguesia) der portugiesischen Hauptstadt Lissabon. Sie entstand am 29. September 2013 im Zuge der administrativen Neuordnung der Stadt aus dem Zusammenschluss der Gemeinden Charneca und Ameixoeira. Auf einer Fläche von 3,45 km² leben 21.697 Einwohner (Stand: 30. Juni 2011).

## Quelle
- Diário da República, 1.ª série — N.º 216, 8. November 2012